# IC 1993
IC 1993 је спирална галаксија у сазвјежђу Пећ која се налази на листи објеката дубоког неба у Индекс каталогу.
Деклинација објекта је - 33° 42' 38" а ректасцензија 3h 47m 4,8s. Привидна величина (магнитуда) објекта IC 1993 износи 11,6 а фотографска магнитуда 12,4. IC 1993 је још познат и под ознакама ESO 358-65, MCG -6-9-32, AM 0345-335, FCC 315, IRAS 03451-3351, PGC 13840.